# Cắt lớn

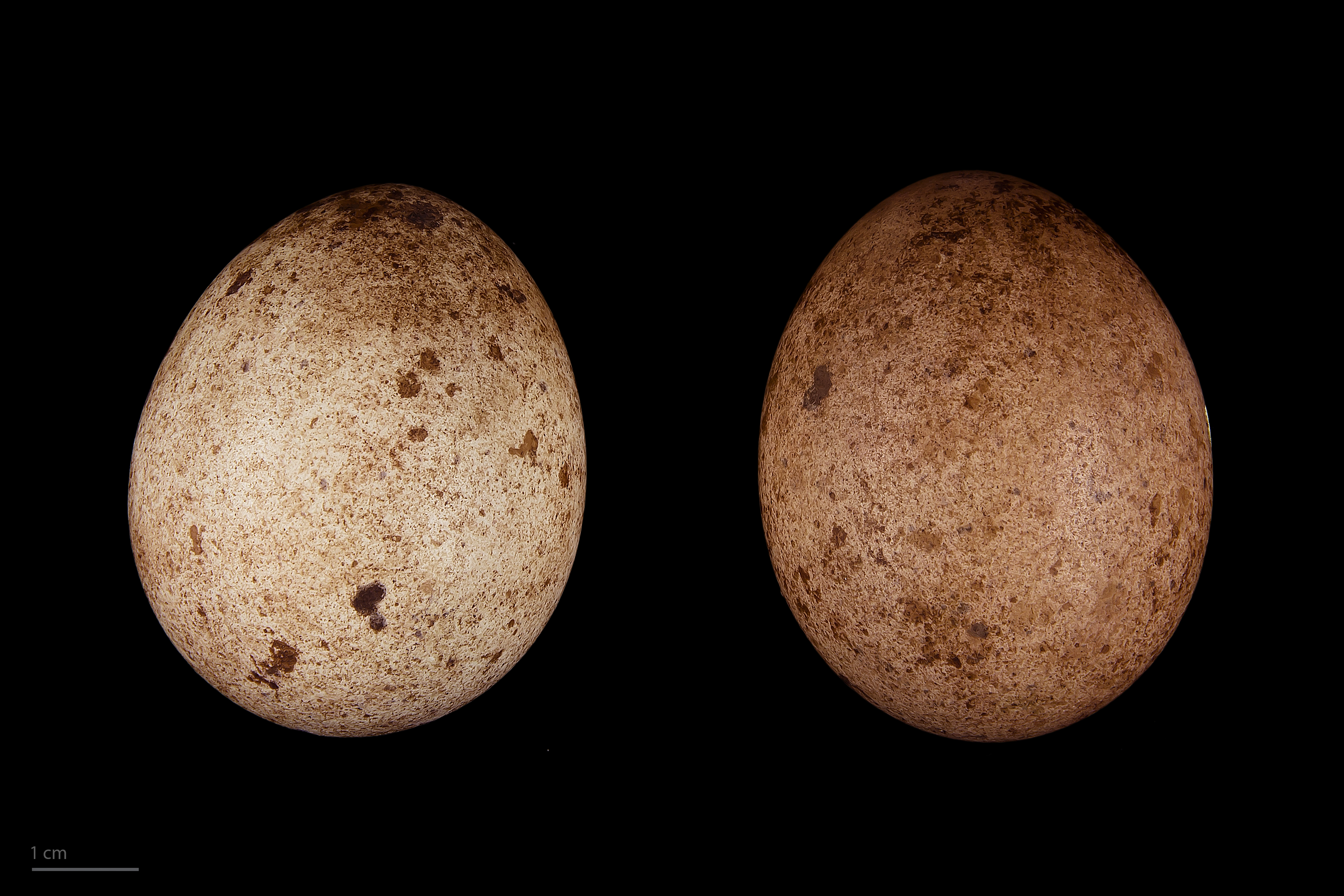
Falco peregrinus

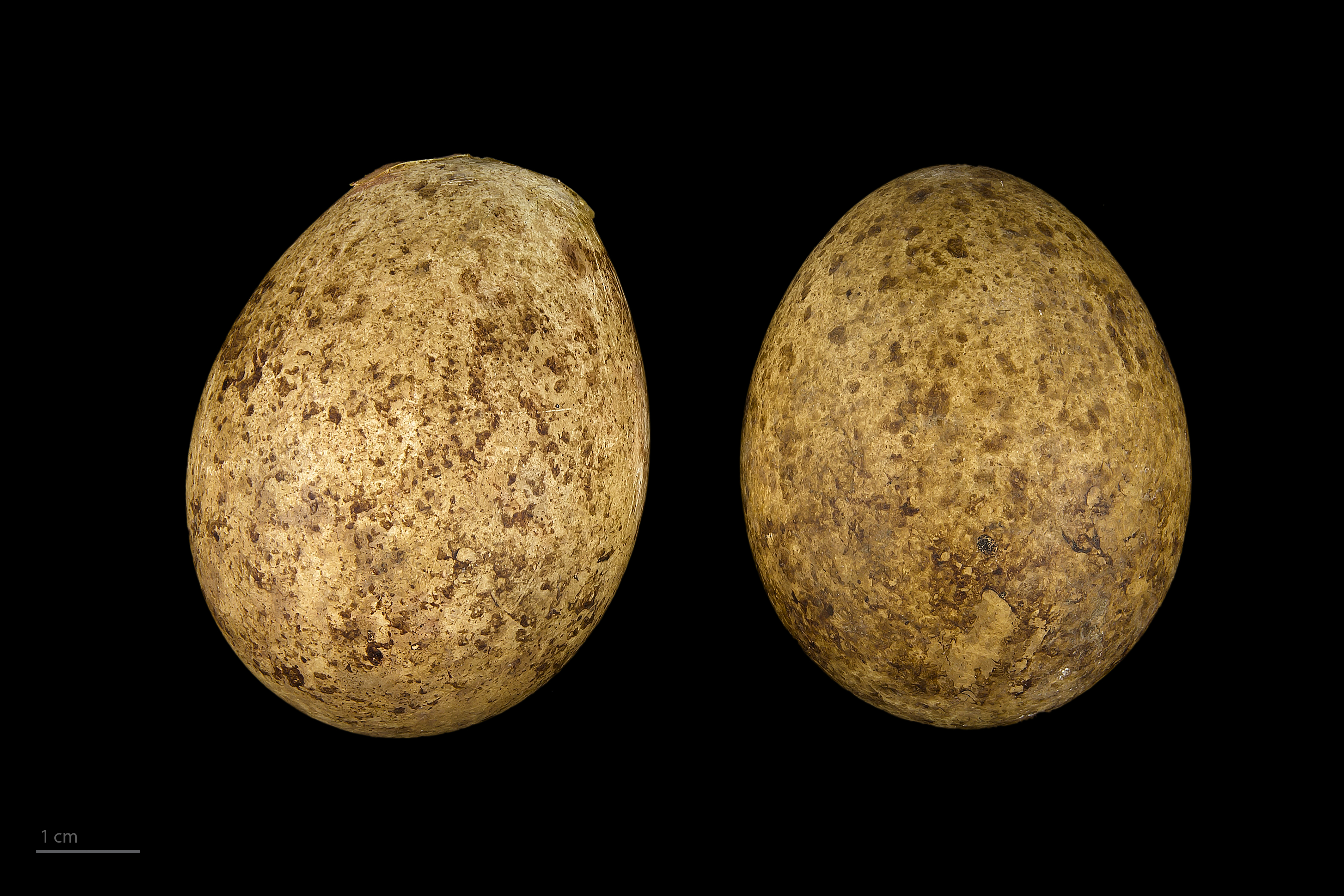
Falco peregrinus madens

Cắt lớn (danh pháp hai phần: Falco peregrinus; tiếng Anh: peregrine falcon) là một loài chim trong chi Cắt ở Bắc Mỹ. Loài chim này có sải cánh rộng và là loài nhanh nhất trong giới động vật, với những cú liệng xuống dưới đạt tốc độ hơn 322 km/h (200 mph).
Phạm vi sinh sản của loài chim cắt này bao gồm các vùng đất từ lãnh nguyên Bắc Cực tới nhiệt đới. Nó có thể được tìm thấy gần như ở khắp mọi nơi trên Trái Đất , ngoại trừ những khu vực cực kỳ gần các địa cực, những ngọn núi rất cao, và hầu hết các khu rừng mưa nhiệt đới; khối lục địa lớn không băng giá duy nhất mà nó hoàn toàn không có mặt là New Zealand. Điều này làm cho nó trở thành loài chim ăn thịt phổ biến rộng khắp nhất trên thế giới và là một trong những loài chim được tìm thấy rộng khắp nhất. Danh pháp khoa học của loài này có nghĩa là "chim cắt lang thang", đề cập đến tập tính di trú của các quần thể chim phương Bắc.
Trong khi chế độ ăn uống của loài này bao gồm gần như chủ yếu là các loài chim có kích thước trung bình thì nó đôi khi cũng săn bắt cả các loài động vật có vú hay bò sát nhỏ, hoặc thậm chí cả côn trùng. Loài này thành thục sinh dục trong một năm, cặp chim trống mái sống với nhau trọn đời và làm tổ trong hốc, bình thường trên mép vách đá hoặc, trong thời gian gần đây, trên các cấu trúc nhân tạo cao. Loài cắt này trở thành loài nguy cấp tại nhiều nơi do thuốc trừ sâu, đặc biệt là DDT. Kể từ khi có sự cấm sử dụng DDT từ đầu những năm 1970, các quần thể loài này đã phục hồi, được hỗ trợ bởi sự bảo vệ những nơi làm tổ ở quy mô lớn và sự thả ra tự nhiên.

## Mô tả
Cắt lớn có chiều dài cơ thể khoảng 34 đến 58 xentimét (13–23 in) và sải cánh từ 74 đến 120 xentimét (29–47 in). Chim đực và chim cái giống nhau về các dấu hiệu và bộ lông, nhưng trong các con chim săn mồi thì cắt Peregrine hiển thị dấu hiệu ngược lại trong tình dục lưỡng hình về kích thước, do đó con cái lớn hơn con đực 30% về kích thước. Con đực cân nặng 424 đến 750 gam (0,935–1,653 lb) và đáng chú ý là con cái nặng hơn với 910 đến 1.500 gam (2,01–3,31 lb); để xem sự khác nhau về trọng lượng giữa các loài, xem ở dưới. Các thông số đo lường chuẩn của cắt lớn là: sải cánh từ 26,5–39 cm (10,4–15,4 in), chiều dài đuôi từ 13–19 cm (5,1–7,5 in) và chiều dài xương cổ chân từ 4,5 đến 5,6 cm (1,8 đến 2,2 in).

## Phân loại và hệ thống học

### Các loài phụ
Số lượng phân loài của cắt lớn được mô tả và chấp nhận bởi các nhà khoa học với 19 loài phụ năm 1994  trong Sổ tay chim thế giới,, theo đó xem Cắt Barbary thuộc quần đảo Canaria và bờ biển bắc Châu Phi là 2 loài phụ (pelegrinoides và babylonicus) của cắt lớn, chứ không phải một loài riêng biệt, F. pelegrinoides. Bản đồ phân bố của 19 loài phụ:

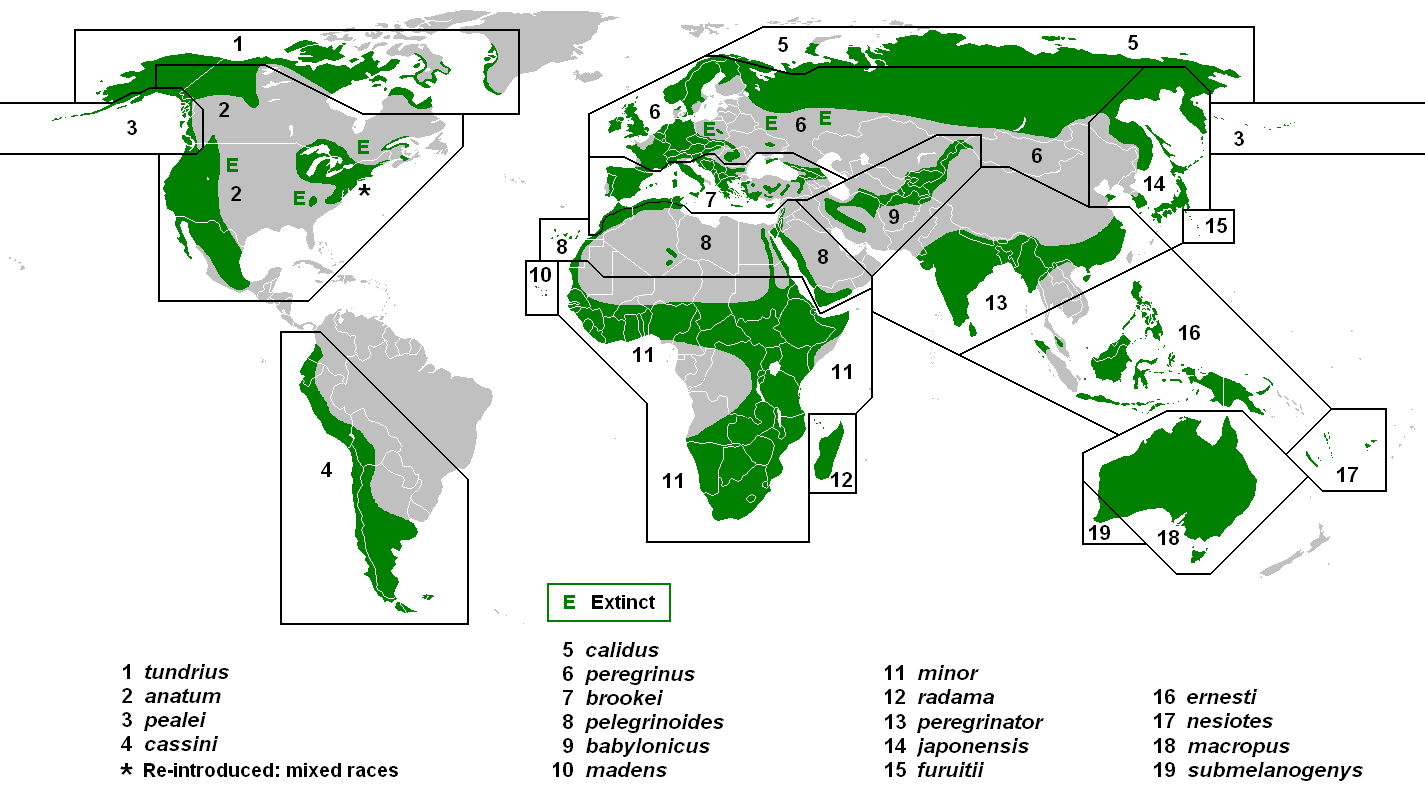
Phạm vi sinh sống của các loài phụ

## Nghiên cứu thêm
- American Ornithologists' Union (1910): Check-list of North American Birds (Third Edition) American Ornithologists' Union.
- Blondel, J. & Aronson, J. (1999): Biology and Wildlife of the Mediterranean Region: 136. Oxford University Press.ISBN 0-19-850035-1
- Beckstead, D. (2001) American Peregrine Falcon Lưu trữ ngày 12 tháng 3 năm 2016 tại Wayback Machine U.S. National Park Service Version of 2001-03-09. Truy cập ngày 13 tháng 8 năm 2007.
- Brown, L. (1976): Birds of Prey: Their biology and ecology: 226. Hamlyn.ISBN 0-600-31306-9
- Brodkorb, P. (1964): Catalogue of Fossil Birds: Part 2 (Anseriformes through Galliformes). Bulletin of the Florida State Museum 8(3): 195–335. PDF or JPEG fulltext Lưu trữ ngày 23 tháng 2 năm 2008 tại Wayback Machine
- Couve, E. & Vidal, C. (2003): Aves de Patagonia, Tierra del Fuego y Península Antártcica. Editorial Fantástico Sur Birding Ltda Lưu trữ ngày 29 tháng 5 năm 2012 tại Wayback Machine.ISBN 956-8007-03-2
- Dalgleish, R. C. (ed.) (2003): Birds and their associated Chewing Lice: Falconidae – Falcons, Caracaras Lưu trữ ngày 19 tháng 12 năm 2007 tại Wayback Machine. Version of 2003-08-30. Truy cập 2007-08-15.
- Dewey, T. & Potter, M. (2002): Animal Diversity Web: Falco peregrinus. Truy cập 2007-08-12.
- Döttlinger, H. (2002): The Black Shaheen Falcon. Books on Demand.ISBN 3-8311-3626-2
- Döttlinger, H. & M. Nicholls (2005): Distribution and population trends of the 'black shaheen' Peregrine Falcon Falco peregrinus peregrinator and the eastern Peregrine Falcon F. p. calidus in Sri Lanka. Forktail 21: 133–138 PDF fulltext Lưu trữ ngày 26 tháng 3 năm 2009 tại Wayback Machine
- Evans, Dafydd (1970) "The Nobility of Knight and Falcon" in Harper-Bill & Harvey (eds.) The Ideals and Practice of Medieval Knighthood, Volume III, The Boydell Press.
- Griffiths, C. S. (1999): Phylogeny of the Falconidae inferred from molecular and morphological data. Auk 116(1): 116–130. PDF fulltext Lưu trữ ngày 16 tháng 3 năm 2007 tại Wayback Machine
- Griffiths, C. S.; Barrowclough, G. F.; Groth, Jeff G. & Mertz, Lisa (2004): Phylogeny of the Falconidae (Aves): a comparison of the efficacy of morphological, mitochondrial, and nuclear data. Molecular Phylogenetics and Evolution 32(1): 101–109.doi:10.1016/j.ympev.2003.11.019 (HTML abstract)
- Groombridge, J. J.; Jones, C. G.; Bayes, M. K.; van Zyl, A.J.; Carrillo, J.; Nichols, R. A. & Bruford, M. W. (2002): A molecular phylogeny of African kestrels with reference to divergence across the Indian Ocean. Molecular Phylogenetics and Evolution 25(2): 267–277.doi:10.1016/S1055-7903(02)00254-3 (HTML abstract)
- Helbig, A.J.; Seibold, I.; Bednarek, W.; Brüning, H.; Gaucher, P.; Ristow, D.; Scharlau, W.; Schmidl, D. & Wink, M. (1994): Phylogenetic relationships among falcon species (genus Falco) according to DNA sequence variation of the cytochrome b gene. In: Meyburg, B.-U. & Chancellor, R.D. (eds.): Raptor conservation today: 593–599. PDF fulltext
- Krech, Shepard (2009) Spirits of the Air: Birds & American Indians in the South. University of Georgia Press
- Mayr, E. (1941):Birds collected during the Whitney South Sea Expedition. 45, Notes on New Guinea birds. 8. American Museum novitates 1133. PDF fulltext Lưu trữ ngày 31 tháng 8 năm 2014 tại Wayback Machine
- Michigan Department of Natural Resources (2007): Peregrine Falcon (Falco peregrinus). Truy cập 2007-08-12.
- Mlíkovský, J. (2002): Cenozoic Birds of the World, Part 1: Europe. Ninox Press, Prague.ISBN 80-901105-3-8 calling template requires template_name parameter PDF fulltext Lưu trữ ngày 20 tháng 5 năm 2011 tại Wayback Machine Lưu trữ ngày 20 tháng 5 năm 2011 tại Wayback Machine
- Nittinger, F.; Haring, E.; Pinsker, W.; Wink, M. & Gamauf, A. (2005): Out of Africa? Phylogenetic relationships between Falco biarmicus and other hierofalcons (Aves Falconidae). Journal of Zoological Systematics and Evolutionary Research 43(4): 321–331.doi:10.1111/j.1439-0469.2005.00326.x PDF fulltext
- Peters, J. L.; Mayr, E. & Cottrell, W. (1979): Check-list of Birds of the World. Museum of Comparative Zoology.
- Peterson, R. T (1976): A Field Guide to the Birds of Texas: And Adjacent States. Houghton Mifflin Field Guides.ISBN 0-395-92138-4
- Proctor, N. & Lynch, P. (1993): Manual of Ornithology: Avian Structure & Function. Yale University Press.ISBN 0-300-07619-3
- Raidal, S. & Jaensch, S. (2000): Central nervous disease and blindness in Nankeen kestrels (Falco cenchroides) due to a novel Leucocytozoon-like infection. Avian Patholog 29(1): 51–56.doi:10.1080/03079450094289 PDF fulltext
- Raidal, S.; Jaensch, S. & Ende, J. (1999): Preliminary Report of a Parasitic Infection of the Brain and Eyes of a Peregrine Falcon Falco peregrinus and Nankeen Kestrels Falco cenchroides in Western Australia. Emu 99(4): 291–292.doi:10.1071/MU99034A
- Sielicki, J. & Mizera, T. (2009): Peregrine Falcon populations – status and perspectives in the 21st century. Turul Publishing.ISBN 978-83-920969-6-2
- State of Queensland Environmental Protection Agency (2007): Peregrine Falcon. Lưu trữ ngày 8 tháng 5 năm 2012 tại Wayback Machine Retrieved 2012-01-30.
- Tchernov, E. (1968): Peregrine Falcon and Purple Gallinule of late Pleistocene Age in the Sudanese Aswan Reservoir Area. Auk 85(1): 133. PDF fulltext Lưu trữ ngày 6 tháng 6 năm 2011 tại Wayback Machine
- Towry, R. K. (1987): Wildlife habitat requirements. Pages 73–210 in R. L. Hoover & D. L. Wills (editors) Managing Forested Lands for Wildlife. Colorado Division of Wildlife, Denver, Colorado, USA.
- Tucker, V. A. (1998): Gliding flight: speed and acceleration of ideal falcons during diving and pull out. Journal of Experimental Biology 201(3): 403–414. PDF fulltext
- Vaurie, C. (1961): Systematic notes on Palearctic birds. No. 44, Falconidae, the genus Falco. (Part 1, Falco peregrinus and Falco pelegrinoides). American Museum Novitates 2035: 1–19. fulltext Lưu trữ ngày 18 tháng 8 năm 2014 tại Wayback Machine
- White, Clayton M., Nancy J. Clum, Tom J. Cade and W. Grainger Hunt (2002): Peregrine Falcon (Falco peregrinus), The Birds of North America Online (A. Poole, Ed.). Ithaca: Cornell Lab of Ornithology.  Retrieved 2011-05-13.
- Wink, M. & Sauer-Gürth, H. (2000): Advances in the molecular systematics of African raptors. In: Chancellor, R.D. & Meyburg, B.-U. (eds): Raptors at Risk: 135–147. WWGBP/Hancock House, Berlin/Blaine. PDF fulltext
- Wink, M.; Seibold, I.; Lotfikhah, F. & Bednarek, W. (1998): Molecular systematics of holarctic raptors (Order Falconiformes). In: Chancellor, R.D., Meyburg, B.-U. & Ferrero, J.J. (eds.): Holarctic Birds of Prey: 29–48. Adenex & WWGBP. PDF fulltext
- Wink, M.; Döttlinger, H.; Nicholls, M. K. & Sauer-Gürth, H. (2000): Phylogenetic relationships between Black Shaheen (Falco peregrinus peregrinator), Red-naped Shaheen (F. pelegrinoides babylonicus) and Peregrines (F. peregrinus). In: Chancellor, R.D. & Meyburg, B.-U. (eds): Raptors at Risk: 853–857. WWGBP/Hancock House, Berlin/Blaine. PDF fulltext
- Wink, M.; Sauer-Gürth, H.; Ellis, D. & Kenward, R. (2004): Phylogenetic relationships in the Hierofalco complex (Saker-, Gyr-, Lanner-, Laggar Falcon). In: Chancellor, R.D. & Meyburg, B.-U. (eds.): Raptors Worldwide: 499–504. WWGBP, Berlin. PDF fulltext
- Wisconsin Department of Natural Resources (2003): Peregrine Falcon (Falco peregrinus) Lưu trữ ngày 13 tháng 8 năm 2007 tại Wayback Machine. Version of 2003-01-07. Truy cập ngày 13 tháng 8 năm 2007.